# Pippo e il leone (film 1952)
Pippo e il leone (Father's Lion) è un film del 1952 diretto da Jack Kinney. È un cortometraggio animato della serie Goofy, prodotto dalla Walt Disney Productions, uscito negli Stati Uniti il 4 gennaio 1952 e distribuito dalla RKO Radio Pictures. A partire dagli anni novanta è più noto come Il leone di papà.

## Trama
George Geef (Pippo nella versione italiana) decide di andare in campeggio con Junior e di insegnargli a cacciare. Arrivati in un bosco, padre e figlio si accampano, proprio sotto all'albero in cui Louie il puma si è rifugiato per sfuggire agli spari dei cacciatori. Quando Junior chiede se ci sono animali feroci, George afferma che se ci fossero li affronterebbe coraggiosamente. Più tardi, durante la cena e la notte, George continua a non avvedersi della presenza di Louie nonostante una serie di avvenimenti causati dal felino e il figlio lo menzioni di continuo. Quando George si accorge di Louie, dimostra in realtà di averne molta paura, ma Junior lo convince a sparargli e, dopo un breve inseguimento, il bambino riesce a stordire momentaneamente l'animale. I due decidono pertanto di allontanarsi con il loro furgoncino.

## Distribuzione

### Edizioni home video

#### VHS
- Pippo nel pallone (gennaio 1988)[1]
- Pippo star dei mondiali (maggio 1994)[2]

#### DVD
Il cortometraggio è incluso nel DVD Walt Disney Treasures: Pippo, la collezione completa.